# Jakov I. od Monaka
Jakov I. od Monaka, rodnim imenom Jacques François Léonor Goyon de Matignon, vjenčanjem Jacques François Léonor Goyon de Matignon Grimaldi (Torigni-sur-Vire, Francuska, 21. studenog 1689. – Pariz, 23. travnja 1751.), francuski velikaš, grof Thorignyja iz plemićke obitelji Goyon de Matignon i monegaški knez od 1731. do 1733. godine.
Jacques Goyon de Matignon je bio porijeklom iz drevne normanske obitelji, koja je imala svoj društveni značaj, ali nije bila pretjerano visoko pozicionirana u aristokratskom staležu, tako da je bio odgovarajući kandidat za supruga za monegašku princezu Lujzu Hipolitu Grimaldi, jedinu nasljednicu monegaškog kneza Antonija I. od Monaka, posljednjeg muškog potomka dinastije Grimaldi. Brak je sklopljen 20. listopada 1715. godine i tom prilikom je Jacques uzeo suprugino prezime Grimaldi i grb njene obitelji. Međutim, brak je bio kontroverzan od samog početka. Rođaci Grimaldijevih su se opirali mogućnosti da osoba drugog roda preuzme monegaško prijestolje i smatrali su da nasljednik mora biti član šire obitelji Grimaldi. Također, francuski kralj Luj XV. je preko tog braka nastojao uvećati svoj utjecaj nad Kneževinom Monakom.
Početkom 1731. godine umro je Jacqueov punac, knez Antonio I. od Monaka, nakon čega je prijestolje naslijedila Jacquesova supruga. Međutim, i ona je preminula već krajem iste godine, nakon čega je Jacques preuzeo vlast pod imenom Jakov I. od Monaka. Budući da je zanemario vođenje uprave Monaka, bio je prisiljen već u svibnju 1732. godine napustiti Monako, a sljedeće je godine i formalno abdicirao u korist svoga sina Honorija III. Zadnja desetljeća života proveo je u Versaillesu i Parizu. Njegova loza vladala je u Monaku sve do 1949. godine, kada je izumrla dinastija Matignon-Grimaldi.

## Obitelj
Imao je devetero djece sa suprugom Lujzom Hipolitom (1697. – 1731.):
- Antoine Charles Marie (1717. – 1718.)
- Charlotte Thérèse Nathalie (1719. – 1790.)
- Honorije III. Camille Léonor (1720. – 1795.)
- Charles Marie Auguste (1722. – 1749.)
- Jacques (1723.)
- Louise Françoise (1724. – 1729.)
- François Charles (1726. – 1743.)
- Charles Maurice (1727. – 179.)
- Marie Françoise Thérése (1728. – 1743.)

| Prethodnik:                      | Knez Monaka (1701. – 1731.) | Nasljednik:                   |
| Lujza Hipolita od Monaka (1731.) | Knez Monaka (1701. – 1731.) | Honorije III. (1733. – 1793.) |